# Antypater II
Antypater II (ur. ok. 46 p.n.e., zm. 4 p.n.e.) - najstarszy syn Heroda Wielkiego. Pochodził z jego pierwszego małżeństwa z Doris.
Po ślubie Heroda z księżniczką hasmonejską Mariamme I najpierw matka Antypatra, a później on sam zostali usunięci z Jerozolimy. Antypater mógł wracać do stolicy tylko z okazji ważniejszych świąt. Po konflikcie Heroda z synami Mariamme I został w 14 p.n.e. wezwany na dwór i ustanowiony następcą ojca. Prawdopodobnie krótko potem poślubił nieznaną z imienia córkę Antygona, ostatniego króla z dynastii Hasmoneuszy. Miał z nią co najmniej dwoje dzieci: syna i córkę.
Około 7 p.n.e. ze względu na knucie intryg ponownie musiał opuścić dwór. Powróciwszy, udał się do Rzymu, aby uzyskać od cesarza Oktawiana Augusta potwierdzenie testamentu Heroda Wielkiego, według którego miał być następcą ojca. Po powrocie na polecenie Heroda został uwięziony i stracony. Egzekucja Antypatra nastąpiła 5 dni przed śmiercią jego ojca.